# Fluticasone propionate
Fluticasone propionate, được bán dưới tên thương hiệu Flovent và Flonase và các nhãn khác, là một loại thuốc steroid. Khi hít vào, nó được sử dụng để kiểm soát lâu dài bệnh hen suyễn và COPD. Trong mũi nó được sử dụng cho viêm mũi dị ứng và polyp mũi.
Các tác dụng phụ thường gặp khi hít phải bao gồm nhiễm trùng đường hô hấp trên, viêm xoang, tưa miệng và ho. Các tác dụng phụ thường gặp khi sử dụng trong mũi bao gồm chảy máu mũi và đau họng. Thuốc hoạt động bằng cách giảm viêm.
Fluticasone propionate đã được cấp bằng sáng chế vào năm 1980 và được chấp thuận cho sử dụng y tế vào năm 1990. Nó có sẵn như là một loại thuốc gốc. Tại Hoa Kỳ, chi phí bán buôn cho mỗi lần phun là khoảng 0,33 USD vào năm 2018. Tại Vương quốc Anh, NHS phải trả khoảng 0,13 GBP mỗi lần phun vào năm 2019. Năm 2016 là ngày 16 thuốc được kê đơn nhiều nhất ở Hoa Kỳ với hơn 29 triệu đơn thuốc.

## Sử dụng trong y tế
Flnomasone được sử dụng bằng cách hít bột hoặc khí dung để điều trị dự phòng hen. Thuốc xịt mũi được sử dụng để phòng ngừa và điều trị viêm mũi dị ứng. Thuốc nhỏ mũi được sử dụng trong điều trị polyp mũi.

## Tác dụng phụ
Nếu dùng đúng cách, thuốc xịt mũi và thuốc hít dạng hít có ít tác dụng phụ corticosteroid hơn so với dạng thuốc viên vì chúng hạn chế sự hấp thu toàn thân (máu). Tuy nhiên, sự hấp thụ toàn thân không đáng kể ngay cả khi sử dụng đúng cách. Sử dụng thuốc xịt hoặc thuốc hít với liều cao hơn liều khuyến cáo hoặc với các corticosteroid khác có thể làm tăng nguy cơ mắc các tác dụng phụ nghiêm trọng do corticosteroid gây ra toàn thân. Những tác dụng phụ này bao gồm hệ thống miễn dịch suy yếu, tăng nguy cơ nhiễm trùng hệ thống, loãng xương và tăng áp lực trong mắt.

### Thuốc xịt mũi
Các tác dụng phụ thường gặp có thể bao gồm kích ứng mũi (nóng rát, châm chích, chảy máu), đau đầu, đau dạ dày (buồn nôn, nôn) và tiêu chảy. Các tác dụng phụ hiếm gặp bao gồm nhiễm trùng (bằng chứng là, ví dụ như sốt, đau họng và ho), các vấn đề về thị lực, sưng nặng, giọng khàn và khó thở hoặc nuốt.